# Ludovico I di Turingia
Ludovico I di Turingia, noto anche come Luigi I (1090 circa – 12 gennaio 1140), fu langravio di Turingia dal 1131 fino alla sua morte. I suoi discendenti della dinastia Ludovingia governarono il langraviato di Turingia fino al 1247.

## Biografia
Ludovico era il secondogenito e successore di Luigi il Saltatore († 1123), conte in Turingia, e di sua moglie Adelaide di Stade, figlia di Lotario Udo II della marca del Nord e di Oda di Werl. Fu il terzo della dinastia ad esser chiamato "Luigi" o "Ludovico", ciò in onore di suo padre e suo nonno, ma poiché fu il primo a portare il titolo di langravio e che cominciò l'espansione territoriale del suo dominio familiare, egli è denominato Ludovico I dalla storiografia.
Ebbe come moglie una ricca ereditiera, Edvige di Gudensberg e ottenne, dopo la morte del suo patrigno e conte Gisone IV di Gudensberg nel 1122, la totalità della sua eredità che gli consentì di raggiungere l'unione della Turingia e dall'Assia. L'anno seguente, il fratello minore Enrico I Raspe sposò la vedova del conte Gisone IV, Cunegonda di Bilstein. Nel 1126 partecipò alla seconda battaglia di Chlumec, venendo brevemente catturato da Sobeslao I di Boemia.
Preferito del re Lotario II, fu nominato langravio di Turingia nel 1131 in sostituzione di Ermanno I di Winzenburg, che era caduto in disgrazia. Le sue strette relazioni con Lotario, incoronato imperatore nel 1133, favoriscono la sua ascesa a questo rango quasi principesco. Nel 1137 Ludovico divenne anche langravio di Assia-Gudensberg.
Dopo la morte di Lotario nel 1137, Ludovico diventò un ardente sostenitore degli Hohenstaufen e li sostenne nella loro lotta per la conquista del trono dell'impero contro i Welfen, discendenti di Lotario. L'elezione di Corrado III di Hohenstaufen a re dei Romani segnò l'inizio di decenni di lotte tra le due dinastie.
Il langravio morì il 12 gennaio 1140 lasciando la tutela di suo figlio al re Corrado III. Venne sepolto nell'abbazia di Reinhardsbrunn fondata dalla sua famiglia a Friedrichroda.

## Famiglia e figli
Ludovico e sua moglie Edvige di Gudensberg, appartenente ai Gisonen, sposata nel 1110 ed erede dell'Assia, ebbero diversi figli:
- Ludovico II il Ferrato (1128-1172), langravio della Turingia;
- Enrico Raspe II († 1155), conte di Gudensberg;
- Luigi († 1189), conte di Thamsbrück;
- Cecilia, moglie Ulrico di Boemia, duca di Olomouc;
- Adelaide, badessa di Eisenach;
- Matilde (Mechthild), moglie del conte Teodorico di Werben, figlio del margravio Alberto I di Brandeburgo, detto l'Orso;
- Giuditta di Turingia, che si sposò nel 1155 con il re Vladislao II di Boemia.

## Ascendenza
|                                     |                                    |                          | Genitori |  |  | Nonni |  |  | Bisnonni |  |  | Trisnonni |  |
|                                     |                                    |                          |          |  |  |       |  |  | …        |  |  | …         |  |
|                                     |                                    |                          |          |  |  |       |  |  | …        |  |  | …         |  |
|                                     |                                    | …                        |          |  |  |       |  |  | …        |  |  |           |  |
| Luigi il Barbuto                    |                                    |                          |          |  |  |       |  |  | …        |  |  |           |  |
|                                     |                                    | …                        | …        |  |  |       |  |  |          |  |  |           |  |
|                                     |                                    | …                        | …        |  |  |       |  |  |          |  |  |           |  |
|                                     |                                    | …                        | …        |  |  |       |  |  |          |  |  |           |  |
| Luigi il Saltatore                  |                                    | …                        |          |  |  |       |  |  |          |  |  |           |  |
|                                     |                                    | Bertoldo di Sangerhausen | …        |  |  |       |  |  |          |  |  |           |  |
|                                     |                                    | Bertoldo di Sangerhausen | …        |  |  |       |  |  |          |  |  |           |  |
|                                     |                                    | Bertoldo di Sangerhausen | …        |  |  |       |  |  |          |  |  |           |  |
| Cecilia di Sangerhausen             |                                    | Bertoldo di Sangerhausen |          |  |  |       |  |  |          |  |  |           |  |
|                                     |                                    | Gisella di Brunswick     | …        |  |  |       |  |  |          |  |  |           |  |
|                                     |                                    | Gisella di Brunswick     | …        |  |  |       |  |  |          |  |  |           |  |
|                                     |                                    | Gisella di Brunswick     | …        |  |  |       |  |  |          |  |  |           |  |
| Ludovico I di Turingia              |                                    | Gisella di Brunswick     |          |  |  |       |  |  |          |  |  |           |  |
|                                     | Lotario Udo I della marca del Nord | Sigfrido II di Stade     |          |  |  |       |  |  |          |  |  |           |  |
|                                     | Lotario Udo I della marca del Nord | Sigfrido II di Stade     |          |  |  |       |  |  |          |  |  |           |  |
|                                     | Lotario Udo I della marca del Nord | Adele di Alsleben        |          |  |  |       |  |  |          |  |  |           |  |
| Lotario Udo II della marca del Nord | Lotario Udo I della marca del Nord |                          |          |  |  |       |  |  |          |  |  |           |  |
|                                     |                                    | Adelaide di Rheinfelden  | …        |  |  |       |  |  |          |  |  |           |  |
|                                     |                                    | Adelaide di Rheinfelden  | …        |  |  |       |  |  |          |  |  |           |  |
|                                     |                                    | Adelaide di Rheinfelden  | …        |  |  |       |  |  |          |  |  |           |  |
| Adelaide di Stade                   |                                    | Adelaide di Rheinfelden  |          |  |  |       |  |  |          |  |  |           |  |
|                                     |                                    | Ermanno III di Werl      | …        |  |  |       |  |  |          |  |  |           |  |
|                                     |                                    | Ermanno III di Werl      | …        |  |  |       |  |  |          |  |  |           |  |
|                                     |                                    | Ermanno III di Werl      | …        |  |  |       |  |  |          |  |  |           |  |
| Oda di Werl                         |                                    | Ermanno III di Werl      |          |  |  |       |  |  |          |  |  |           |  |
|                                     |                                    | Richenza di Svevia       | …        |  |  |       |  |  |          |  |  |           |  |
|                                     |                                    | Richenza di Svevia       | …        |  |  |       |  |  |          |  |  |           |  |
|                                     |                                    | Richenza di Svevia       | …        |  |  |       |  |  |          |  |  |           |  |
|                                     |                                    | Richenza di Svevia       |          |  |  |       |  |  |          |  |  |           |  |